# くろよめ
『くろよめ』は、かずといずみによる日本の漫画作品。

## 概要
元々は作者が同人誌として発売した作品である。
同人誌版と単行本版では誕生日が違うなど、設定の違いがみられるが、これは単行本収録時に修正されたものであり、作者によると単行本版が正しいとのことである。
原作である同人誌版では、有限会社「めとらば」を創業するまでが描かれているが、単行本版では『くろよめ』の他、創業後の後日談『めとらば』が主体となるストーリーを併せた二部構成となっている。
作者曰く、作品名は『黒タイツをはいた嫁』の略であることが同人誌版第4巻および単行本版の後書にてそれぞれ記述されているが、これが正式な作品名というわけではない。
表題は同人誌版・単行本版ともに『くろよめ』と表記されており、あくまで『くろよめ』が正式な作品名である。
遵って、鈴木良芽・武内真子・羽似がレディースだった過去を持つ黒歴史のことを意味するものではない。
作中において明確な時代背景は言及されていないが、2005年12月24日から2006年4月30日以前にかけてのストーリーであると推測される。

## あらすじ

### くろよめ
老舗菓子メーカーの営業部に勤める35歳の池田光子は、仕事も家事も完璧にこなせるバリバリのキャリアウーマン。友人で同僚の武内真子（35歳）と2人でクリスマスを楽しみながら呑み屋を3軒ハシゴし、真子との雑談の中で「嫁が欲しーい!!」と叫ぶ。翌日、二日酔いで頭痛に悩んでいると、「おはようございます!」と言って水を差し出す見知らぬ美少女が部屋にいた。彼女は自らを「夜芽（よめ）」と名乗り、『世界嫁派遣協会』から派遣されてきたという。二日酔いで記憶のない光子は訪ねてきた真子に昨夜のことを訊こうとするが、真子の所にも「羽似（はにー）」と名乗る嫁が来たと言う・・・・

### めとらば
大木賞を受賞し、世間の注目を集める美人作家の藤沙々（本名：藤原沙々子）は、祖父から譲り受けた洋館にて一人暮らしをしていた。受賞インタビューで取材の申し出を安請け合いするが、実は彼女は家事が苦手で出来ず、部屋は荒れ放題という有様であった。部屋を片付けようと試みるも、出版社から新作の進捗状況を問い合わせる電話が掛かってくるなど、落ち着いて片付けができずに困っていた。そんな時、有限会社「めとらば」の嫁派遣広告が目につく。「時間はなくてもお金はあるんだから雇えばいいのよ!掃除してくれるなら誰でもいいわ!!」と思い、そくさま契約の電話を入れる。数日後、彼女の家へ光子に伴われて「奥小桃」と名乗る和服を着た美少女が「通い妻コース」での契約で派遣されてくる。小桃は落ち着いた雰囲気で三つ指をついて挨拶し、黙々と無駄のない動きで掃除・炊事・沙々の身の廻りの世話などをこなす完璧な「嫁」だったが・・・・

## 登場人物

### 主要人物
池田光子（いけだ みつこ）
『くろよめ』編の主人公。35歳の独身。老舗菓子メーカーの営業部に勤めるバリバリのキャリアウーマン。仕事も家事も完璧にこなせる才女で、次期課長の座がほぼ決まっている。部下や後輩のフォローを率先して引き受けることから、「優しい先輩」として慕われている。しかし、それは実は表の顔であって、実際は部下や後輩には高度な業務能力を期待しておらず、自分一人でやった方が速くて完璧だという意識による裏の顔を持つ。かつて子供だった時、誕生日に多くの大人が自分の誕生日を祝ってくれるのが嬉しかったが、それが仕事の一環として祝われていて本心によるものではないことにショックを受け、以降は「仕事」という名目によって人に優しくされる事象を極度に嫌うようになった。「仕事」という事象を以って部下や後輩に優しく接するのは、過去に対する蟠りによる。『世界嫁派遣協会』から派遣されてきた良芽を、最初は「正体不明の少女」として疎み、彼女が誕生日を祝おうとするのも「仕事」の一環であるという理由から拒絶する。後に一連の出来事が真子の差し金によるものだったと判った後、一時は憤慨するが、良芽の過去を知り、自身の幼少時代と共通することなどから協力することになる。最終的には課長昇進の話を断り、真子と共に会社を退職。有限会社「めとらば」を創業し、営業兼経理兼教育係を担当することになる。「めとらば」創業後は夜芽と正式に同居する。当初は良芽を「夜芽」と呼んでいたが、打ち解けてからは「良芽」と呼ぶようになる。実家はかなりの良家と見られ、光長（みつなが）という兄弟が居る。誕生日は良芽と同じく12月26日。経営担当であるため、「嫁」として派遣されることは無い。
鈴木良芽（すずき よめ）
『世界嫁派遣協会』から光子の自宅に派遣されてきた17歳の美少女。黒タイツを履いている。誕生日は光子と同じく12月26日。その外見からは想像がつかないが、つい半年前までレディースの総長をしていた族上がり。高校には行けず、生活するにも困っていたところ、真子に助けてもらう形で『嫁』になった。自らを『夜芽』と名乗るが、これは暴走族の世界でよく行なわれる当て字であり、本名は『良芽』である。後に正式に光子と同居する。有限会社「めとらば」創業後は光子の「嫁」を務めながら雑務もこなすようになる。やれば出来るタイプで、最初は一切の家事ができない状態だったが、1日で味噌汁を出汁から取って作れるようになり、光子をして「おいしい!」と言わしめたほど。後に一通りの家事をこなせるまでに上達し、新人の教育係も務めるようになる。「光子の『嫁』」というポジションにあるため、派遣業務が適用されず、本社勤めである。文談社の鈴木・丸々出版の鈴木・「めとらば」利用経験者の鈴木と同姓であるが、それぞれとは血縁関係は無い。
武内真子（たけうち まこ）
光子の友人で、同じ菓子メーカーに勤める同僚。35歳の独身。人懐っこい天真爛漫な性格。仕事ができるキャリアウーマンで、フランスのパリにある支店を任せられる話がある。光子と2人でクリスマスの夜に呑み屋を3軒ハシゴし、光子との雑談の中で光子が「嫁が欲しーい!!」と叫び、ハッとする。そしてそくさま『世界嫁派遣協会』を立ち上げ、生活に困っていた良芽をスカウトする。この時点では当然ながら契約客は居らず、組織が軌道に乗るかどうかを観察するため、モニターとして光子を利用するが、事前に話すと断られるため、光子には黙っていた。その外見からは想像がつかないが、かつてレディースを立ち上げて活動していた族上がりで、初代総長である。かなりの人望があるとみられ、数代後の総長である良芽からも頼りにされている。羽似を自らの「嫁」として傍に置いている。「めとらば」編に登場する奥小桃は親戚。小桃の実家は古書店を営み、世間への体裁を重んじる家庭であることから、良家の出身と思われる。以上のことから、真子が更生し、老舗の菓子メーカーに就職出来たのは親族の尽力があったためと考えられる。後に光子と共に会社を退職し、有限会社「めとらば」を創業。当初はそのまま『世界嫁派遣協会』の名称のまま創業して会長職に納まろうとしたが、胡散臭い名称だとして光子に却下され、立場も会長ではなく代表取締役に据え置かれてしまう。普段は何もせず、光子たちに任せっぱなしであるが、会社が軌道に乗ってきて深刻な「嫁不足」になった際、光子によって代表取締役の身でありながら自らが「嫁」として鹿児島の女性宅へ派遣させられてしまう。
羽似（はにー）
真子の「嫁」として派遣された美少女。ただし、実際には彼女は派遣されたのではなく、光子をモニターとするために半ば騙す必要があったことから「真子の所に派遣された」ということになっている。年齢は不詳だが、良芽と同世代。何らかの経緯により、既に「嫁」としての経験がある（「世界嫁派遣協会」自体が組織されたばかりなので、「『嫁』経験がある」というのは只の名目か、かつて男性と実際に婚姻関係にあったという意味のどちらかであると思われる）。その落ち着いた雰囲気と外見からは想像がつかないが、真子や良芽と同じくレディース出身の族上がりである（ただし、同じ組織だったのかどうかは言及されていない）。真子の「嫁」であるが、嫁というよりも秘書的な立場である。作者によると、「羽似」という名前は偽名であり、本名が別に設定されているとのことであるが、彼女の本名は作者の意向により非公表となっている。光子・真子・良芽とは異なり、どのような経歴を持つのかについては作中では一切言及されておらず、年齢・出身地・家族構成など、全てが謎に包まれている。「元レディース出身の族上がり」という設定も作者がTwitterで明かしたものであり、作中で言及されたものではない。「真子の『嫁』」というポジションにあるため、派遣業務が適用されず、本社勤めである。
藤原沙々子（ふじわら ささこ）
『めとらば』編の主人公。歳は30代（詳しい年齢は言及されていない）。ペンネームは本名を縮めた藤沙々（ふじ ささ）。大木賞を受賞し、多くの女性読者に支持される、今を時めく女流作家。良家の出身らしく、祖父から洋館を譲り受け、小説を書きながら一人暮らしをしている。スタイル抜群の美人で、巨乳の持ち主。20歳で作家デビューし、10代の女の子向けファンタジー恋愛小説を書き、多くのファンを獲得してきたが、30歳を過ぎたのを機にドロッドロの恋愛小説を書いて大当りし、この度の受賞に至った。しかし、その淑女のような外見とは裏腹に家事は苦手で、部屋はわずか数日でゴミが溜まってしまうほど。取材の安請け合いをしてしまうが、まずは片付けなければと片付けを試みるも、出版社から新作の進捗状況を問い合わせる電話が来るため、忙しくて片付けられずに困っていた。そんな時、「嫁」派遣会社『めとらば』の広告が目に留まり、掃除をさせるために「めとらば」と契約する。派遣されてきた「嫁」は彼女の小説のファンでもある奥小桃であった。小桃は時代に似合わぬ和装をした落ち着いた雰囲気の美少女で、若いが大丈夫かと心配するも、全ての片付けや家事を完璧にこなせる「嫁」であった。小桃が何でもこなせるため、沙々は小説の執筆に専念することができるようになり、次々とヒット作を連発し、遂には映画化が決まる。自らが臨んだ「脚光を浴びた多忙な日々」であったが、多忙で寝不足が著しくなる。それでもひっきりなしに問い合わせが殺到するため、執筆が滞り、遂には小桃に代筆を頼むようになってしまう。小桃は「だめです!」と突っ撥ね、あくまでも沙々が自分で書かなければ意味が無いと論すも、些細な誤解により逆ギレして契約を切ってしまう。その後、代わりの家政婦として渡辺百子を呼び寄せるが、仕事が手に付かずに焦っている所にゴトゴトと音を出して家事を進める渡辺にはイライラするばかり。落ち着ける部屋を探して物置を見つけ、執筆を再開しようと座った時、手書きの小説を見つける。それは小桃が自らを主人公として執筆した、小桃自身の自叙伝であった。小説には沙々の小説と小桃を結ぶ内容が書いてあり、原稿を読んだ沙々は、小桃にとって自分の小説が如何に特別な存在であったのかを知り、小桃に謝罪するため「めとらば」を訪問して小桃の消息を訪ね、北海道に出向く。釧路空港のロビーで小桃と再会した彼女は原稿を渡し、小桃に謝罪。二人は再び心を通わせる。その後、小桃の北海道勤務の契約終了を待って再契約する。かつては「通い妻コース」であったが、「同居コース」での再契約になった模様。なお、作中では言及されていないが、作者の別作『貧乏姉妹物語』の登場人物である三枝蘭子（ペンネーム：森蘭子）とは友人同士という裏設定がある。
奥小桃（おく こもも）
『めとらば』編に登場する「嫁」。現代では珍しい、和服を普段着とする落ち着いた雰囲気の美少女。年齢は不詳だが、良芽や羽似と同世代。有限会社「めとらば」の代表取締役である真子の親戚。実家は古書店を営んでおり、家族の体裁のため、当時10歳だった小桃を病気と称して窓のない離れに閉じ込めた。彼女は自ら外の世界に別れを告げ、長い期間を暗闇の中で本を読んで過ごした。中世のヨーロッパ・幕末の日本。さまざまな時代のさまざまな国に、さまざまな職業や立場になれる本の世界に没頭し、瞬く間に月日が流れていった。ある時、いつものように手に取った小説は少女小説であり、彼女は鼻で笑うも、読んでみると物語の世界に引き込まれ、続きが気になった。続きを探すも見つからず、どうせすぐに忘れると諦めたが、日に日に続きが気になって、「外の世界に出れば続きが読める」と気付いた。これが彼女が引き籠りから立ち直ったきっかけである。その後、有限会社『めとらば』を開業した真子に呼び寄せられる形で『めとらば』に所属し「嫁」として働くことになり、偶然ながら沙々の自宅に「通い妻コース」で派遣され、小説を読んだだけでは判らない沙々のことを知り、引き籠りから立ち直るきっかけをくれた沙々に恩返しをしようと考え、沙々にとって一番大事な小説の為に何でもしようと決める。しかし、些細な経緯から沙々に「小説が読みたいから何でもする」と誤解され、多忙でイライラしていたこともあって逆ギレされ、契約を切られてしまう。その後、北海道に派遣されて住み込みの「嫁」をしていたが、経緯を知って謝罪に訪れた沙々と再会し、和解（もとより小桃は沙々を嫌いになってはいなかった）。数ヶ月後、北海道の契約を終えた小桃は再契約により再び沙々の自宅に派遣される。「嫁」の中で最も優秀らしく、光子をして「小桃はいい子だったわねー」と評されるほど。なお、真子の意向により「嫁」は基本的にレディースだった者からスカウトされるが、上述の経歴からも解かるように、小桃はレディース出身ではない。経営を担当している光子を除くと、レディース出身でないのは小桃のみである。

### その他の人物
お料理教室の先生
『くろよめ』編に登場する女性。光子の家から失踪した良芽はその後、実は密かに料理教室に通っており、彼女は良芽に料理を教えていた。後に事情を聴き知るまで光子は良芽の新しい契約客だと思っていた。氏名は不明。
渡辺百子（わたなべ ももこ）
『めとらば』編に登場する、「めとらば」とは無関係の家政婦紹介所から派遣された家政婦。読書家を自称しているが、どのくらいの頻度で読書をしているのかは不明。年齢不詳だが、年配の女性である。何処か空気の読めないところがあり、掃除をする際も「ブオオオオオ」、「ガチャンッ」、「ドン！」などと音を出してするため、多忙で寝不足気味の沙々をイライラさせている。
河合（かわい）
『めとらば』編に登場する、芳出版（モデルは芳文社）に勤める女性の取材員。大木賞授賞式の際に式典に同席し、現場で紗々に直接取材する。眼鏡をかけている。なお、作者の別作『かずといずみ作品集 三ツ星クリーニング』に収録されている4コマ漫画『締め切りです』にも漫画家・佐藤ユーフラテス（本名：草薙順）の担当編集として登場している。下の名前は不明。
鈴木（すずき）
『めとらば』編にて台詞のみ登場。文談社（モデルは講談社）に勤める社員。紗々に原稿の進捗状況を確認する電話をかけてくる。性別や下の名前は不明。良芽・丸々出版の鈴木・「めとらば」利用経験者の鈴木と同姓だが、それぞれとは血縁関係は無い。
鈴木（すずき）
『めとらば』編にて台詞のみ登場。丸々出版に勤める社員。紗々に原稿の進捗状況を確認する電話をかけてくる。性別や下の名前は不明。良芽・文談社の鈴木・「めとらば」利用経験者の鈴木と同姓だが、それぞれとは血縁関係は無い。
今井（いまい）
『めとらば』編にて台詞のみ登場。馬虎文庫に勤める社員。沙々に原稿の進捗状況を確認する電話をかけてくる。性別や下の名前は不明。
エリナ
『番外編1 光子さんの苦悩』編に登場する、新人の「嫁」。まだ族上がりしたばかりで態度の改善が見られず、研修も面倒臭がったが、良芽から「謎の指導」をされ、改心。以降は良芽を「良芽先生」と慕うようになる。彼女の他に2人の新人が同時にスカウトされたが、3人スカウトされた中で唯一残った。本名は不明。
スカウトされた元レディースの少女たち
『番外編1 光子さんの苦悩』編に登場。エリナと共にスカウトされた2人の元レディース。1人はタバコを吸っており、もう1人は帽子を被っている。いずれも氏名は不明で台詞も無い。帽子の少女は帽子を目深にかぶっているため、顔も描かれていない。2人とも残れなかった。
あの子
『くろよめ』編にて光子の回想シーンに登場する老舗菓子メーカーでの後輩。真面目だがいつも空回りで光子に迷惑をかけていた。ただし、「仕事」だからという意味で真面目に業務に臨むのではなく、人として責任を全うしなければならないという想いからくる純然たる真面目さであった。このことをふと想い出した光子は、「一週間だけでも付き合ってみよう」と思い直し、良芽を一週間住まわせる決意をする（良芽が姿を消してしまったため、実質的には僅か1日）。現在も会社に勤めているか如何かは言及されていないが、回想でのニュアンスから既に退職している模様。氏名は不明。
鈴木（すずき）
『番外編1 光子さんの苦悩』編にて苗字のみ登場。「めとらば」に電話を掛けてくる女性。「めとらば」の利用経験者であり、小桃の存在を知っていることから、小桃の北海道勤務時代の契約者であると思われる。苗字は彼女と電話で会話している光子の台詞から判明する。良芽・文談社の鈴木・丸々出版の鈴木と同姓であるが、それぞれとは血縁関係は無い。下の名前は不明。
営業部長
『くろよめ』編に登場する、光子と真子が勤める菓子メーカーの営業部長。2人の直属の上司。男性であるが、後姿のみの登場であるため、どのような顔をしているのかは不明。起業のために退職を申し出る光子と真子の2人には絶大な信頼を寄せており、最後まで2人の説得を試みた。氏名は不明。
光子の母親
『くろよめ』編にて状況表現として描かれている人物。年末年始のある日、実家に帰ってくるよう光子の携帯に電話を掛けてくる。しかし、光子は実家と距離を置いているようなニュアンスで会話しており、実家への帰省を拒否する。光子は電話越しで「お母さん」と呼んでいることから電話相手が母親であることが判るが、母親の台詞自体は一切ない。下の名前は不明。
池田光長（いけだ みつなが）
『くろよめ』編にて名前のみ登場。光子の兄弟。姿そのものは登場せず、名前は光子と母親が電話で会話している時の光子の台詞で判明する。作中で具体的な名前が登場する唯一の男性でもある。

## 単行本
- かずといずみ 『くろよめ』 芳文社〈まんがタイムKRコミックス つぼみシリーズ〉、全1巻
  1. 2011年2月12日発売 ISBN 978-4-8322-7992-6

## 関連作品
- シャーリー - 森薫原作の漫画作品。作中設定が本作の後日談である『めとらば』に近い。
- うちの小さな女中さん - 長田佳奈原作の漫画作品。作中設定が『シャーリー』や、本作の後日談である『めとらば』に近い。